# 9 de maig
El 9 de maig és el cent vint-i-novè dia de l'any del calendari gregorià i el cent trentè en els anys de traspàs. Queden 236 dies per finalitzar l'any.

## Esdeveniments
Països Catalans
- 1905 - Barcelona: Surt l'últim número de La Renaixensa, diari nascut el 1881.
- 1977 - Barcelona: L'empresari català Josep Maria Bultó és assassinat en esclatar-li un dispositiu que li havien enganxat al pit.
- 1992 - Reus: S'inaugura oficialment el Pavelló Olímpic Municipal de Reus.
- 1993 - Barcelona: Es presenten oficialment els Castellers de Sants.
- 2004 - Barcelona: S'obre al públic el Fòrum Universal de les Cultures, que es va celebrar a Barcelona fins al 26 de setembre.[1]

Resta món
- 1462 - Baiona (Lapurdi, el País Basc): els representants de Joan el Gran i Lluís XI hi acorden el tractat de Baiona.
- 1769 - Castello-di-Rostino (Còrsega): l'exèrcit francès guanya la batalla de Ponte Novu contra els corsos.
- 1832 - Els Estats Units obliguen els seminola a signar el Tractat de Payne's Landing, cosa que suposarà la seva deportació a Territori Indi.
- 1893 - EUA: es presenten el kinetograph, primer aparell per a l'enregistrament de la imatge en moviment i el kinetoscopi, per a visualitzar-les, inventades per William Kennedy Dickson, de l'empresa de T. A. Edison, dos anys abans.
- 1916 - Cork: Thomas Kent és afusellat en el context de l'Alçament de Pasqua.
- 1921 - Roma: Estrena de Sis personatges en cerca d'autor, de Luigi Pirandello, al Teatro Valle de Roma.
- 1927 - Canberra proclamada nova capital d'Austràlia.
- 1940 - S'autoritza l'eutanàsia a Alemanya.
- 1945 - La Unió Soviètica celebra la victòria sobre Alemanya en la Segona Guerra Mundial.
- 1945 - Segona Guerra Mundial: Vidkun Quisling és arrestat a Noruega.
- 1950 - Robert Schuman presenta la declaració que porta el seu nom, primer pas per a la formació de la Unió Europea.
- 1953 - Ciutat del Cap, Sud-àfrica: Alan Paton i d'altres liberals sud-africans funden el Partit Liberal de Sud-àfrica. Un dels pocs partits multiracials de l'època, el 1968 es va dissoldre per culpa de les pressions del govern apartheid.

## Naixements
Països Catalans
- 1844 - Dénia, la Marina Alta: Roc Chabàs Llorens, religiós i historiador valencià (m. 1912).[2]
- 1933 - Lleida: Josefina Mateu Ibars, bibliotecària i professora universitària, catedràtica de Paleografia i Diplomàtica (m. 2015).
- 1946 - Barcelona: Josefina Cambra i Giné, biòloga i política catalana, ha estat diputada al Parlament de Catalunya.[3]
- 1948 - Mollet del Vallès: Àngels Martínez i Castells, professora de política econòmica i activista, ha estat diputada al Parlament.
- 1949 - Barcelona: Andreu Martín i Farrero, escriptor i guionista català.[4]
- 1966 - Elda: Adelaida Pedrosa, política valenciana; ha estat alcaldessa, diputada a les Corts Valencianes i al Congrés i senadora.
- 1973 - Alcoi, L'Alcoià: Gemma Miralles Esteve, actriu, directora escènica, autora valenciana.[5]
- 1976 - Mollet del Vallès: Ruth Jiménez, presentadora de televisió.
- 1978: 
  - València: Bebe, actriu i cantant espanyola.[6]
  - Castelló de la Plana: Clara Tirado, psicòloga i política valenciana, diputada a Corts i alt càrrec de la Generalitat.[7]
- 1982 - Barcelona: Beatriz Pascual i Rodríguez, atleta catalana, especialitzada en marxa atlètica.
- 1992 - Sabadell: Marina Fernández Moreno, gimnasta rítmica espanyola que va pertànyer a la selecció nacional.
- 1995 - Barcelona: Andrea Motis, trompetista, saxofonista i cantant de jazz catalana.[8]

Resta del món
- 1800, Torrington, Connecticut (EUA): John Brown, abolicionista estatunidenc que va creure i va advocar per la insurrecció armada com l'única manera de derrocar la institució de l'esclavitud als Estats Units (m. 1859).[9]
- 1858, Vienaː Natalie Bauer-Lechner, prestigiosa violista (m. 1921).[10]
- 1874, Londres: Lilian Baylis, productora teatral anglesa, artífex de l'Old Vic (m. 1937).[11]
- 1876, Chicago,(EUA): Gilbert Bliss, matemàtic estatunidenc (m. 1951).[12]
- 1892, Lucca, Toscana, Itàlia: Zita de Borbó-Parma, última emperadriu de la casa d'Habsburg de l'imperi austrohongarès (m. 1989).[13]
- 1904, Elberfeld, Alemanya: Grete Stern, dissenyadora i fotògrafa alemanya-argentina, alumna de l'Escola de la Bauhaus (m. 1999).[14]
- 1905, Roma: Lilí Álvarez, pluriesportista, escriptora i periodista espanyola (m. 1998).[15]
- 1909, Frankfurt: Hilde Levi, física alemanya-danesa (m. 2003).[16]
- 1918, Brookline: Mike Wallace, periodista, guionista i actor estatunidenc (m. 2012).
- 1920, Media Luna, Cuba: Celia Sánchez Manduley, guerrillera i política cubana, una de les líders de la Revolució (m. 1980).[17]
- 1921, Forchtenberg, Baden-Württemberg: Sophie Scholl, dirigent i activista del moviment de Resistència La Rosa Blanca a l'Alemanya nazi (m. 1943).[18]
- 1927, Bochum, República de Weimar: Manfred Eigen, físic i químic alemany, Premi Nobel de Química de l'any 1967 (m. 2019).[19]
- 1936, Birkenhead, Cheshire, Anglaterra: Glenda Jackson, actriu britànica,
- 1941, Cudworth, Regne Unit: Dorothy Hyman, atleta britànica medallista olímpica els anys 1960 i 1964.[20]
- 1946, Beverly Hills, Califòrnia, Estats Units: Candice Bergen, actriu estatunidenca.
- 1947:
  - Londres, Regne unit: Gary Daniels, actor anglès.
  - Pretòria, Sud-àfrica: Michael Levitt, físic i biofísic sud-africà, Premi Nobel de Química de l'any 2013.[21]
  - EEUU: Barbara Slate, artista, dibuixant, novel·lista gràfica, creadora de còmics i escriptora estatunidenca.
- 1949, barri del Bronx, Nova York: Billy Joel, pianista i cantautor estatunidenc.[22]
- 1951, Tulsa (Oklahoma): Joy Harjo, poeta, música i escriptora mvskoke.[23]
- 1955, Estocolm: Anne-Sofie von Otter, mezzosoprano sueca, particularment famosa pels seus papers vocals masculins.[24]
- 1962, Madrid: Beatriz Gimeno, política i activista espanyola en favor dels drets LGBT.[25]
- 1968, Guadalupe: Marie-José Pérec, atleta francesa campiona d'Europa, del món i olímpica.[26]
- 1971, Ljubljana: Tanja Fajon, política eslovena; ha estat eurodiputada des de 2014.
- 1972, Deva, Romania: Daniela Silivaş, gimnasta artística romanesa, ja retirada, guanyadora de sis medalles olímpiques.
- 1980, Vitòria, Àlaba: Estíbaliz Martínez Yerro, gimnasta rítmica basca, ja retirada, guanyadora d'una medalla olímpica d'or.
- 1989, West Lafayette, Indiana: Katie Bouman, científica especialitzada en la investigació sobre mètodes computacionals per a la generació d'imatges a partir de grans quantitats de dades.
- 1990, Madrid: Jennifer Hermoso, futbolista que juga com a migcampista i davantera de futbol.[27]
- 1993, Cincinnati, Ohio: Bonnie Rotten, actriu pornogràfica i model estatunidenca.

## Necrològiques
Països Catalans
- 1915 - Neuville-Saint-Vaast, Pas de Calais (França): Pere Ferrés-Costa, poeta, pedagog i corresponsal de guerra (n. 1888).[28]
- 1950 - Madrid, Espanya: Esteve Terradas i Illa, doctor en ciències exactes i en ciències físiques; enginyer de camins, canals i ports; i enginyer industrial català (n. 1883).
- 1991 - Chur, Suïssa: Julio Muñoz Ramonet, empresari barceloní (n. 1912).[29]

Resta del món
- 1799, París (França): Claude-Bénigne Balbastre, organista, clavecinista i compositor francès (n. 1724).[30]
- 1816, Viena: Elisabeth Teyber, soprano austríaca (n. 1748).[31]
- 1909, Giengen an der Brenzː Margarete Steiff, modista que esdevingué empresària fabricant de ninots de peluix (n. 1847).[32]
- 1915, Carency, França: François Faber, ciclista luxemburguès primer guanyador no francès del Tour de França (mort en combat durant la Primera Guerra Mundial) (n. 1887).
- 1927, Madrid: Lucrecia Arana, cantant espanyola (n. 1867).[33]
- 1931, Pasadena, Califòrnia (EUA): Albert Abraham Michelson, físic nord-americà, Premi Nobel de Física de 1907 (n. 1852).[34]
- 1939, Londres: Sophia Heath, aviadora, atleta i defensora dels esdeveniments femenins en els Jocs Olímpics (n. 1896).
- 1957, París, França: Hortense Bégué, escultora i il·lustradora francesa (n. 1890).[35]
- 1964, Hollywood: Naomi Childers, actriu estatunidenca de cinema mut (n.1892).[36]
- 1968, Nova York: Mercedes de Acosta, poetessa i dramaturga estatunidenca i dissenyadora de roba (n. 1893).[37]
- 1976, Stuttgart, RFA: Ulrike Meinhof és trobada penjada a la seva cel·la de la presó de Stannheim (n. 1934).[38]
- 1978, Roma, Itàlia: Aldo Moro, polític italià, assassinat per les Brigades Roges després de segrestar-lo el 16 de març (n. 1916).[39]
- 1987, Ikenne (Nigèria): Obafemi Awolowo, polític i advocat nigerià, Primer Ministre de Nigèria Occidental (1954), (n. 1909).[40]
- 1993, Assolo, Itàlia: Freya Stark, exploradora i escriptora britànica (n. 1893).[41]
- 1994, Orange (Connecticut): Anni Albers, dissenyadora tèxtil, teixidora, pintora alemanya, professora de la Bauhaus (n. 1899).[42]
- 1998, Nova York: Alice Faye, actriu estatunidenca de cinema i musicals de teatre (n. 1915).[43]
- 2010,:
  - Nova York: Lena Horne, cantant estatunidenca de jazz, de cançó popular i actriu de pel·lícules musicals (n. 1917).[44]
  - Tientsin (Xina): Sun Li, nascut Sun Shengli (xinès: 孙胜利) escriptor xinès. Premi Mao Dun de Literatura de l'any 1991 per la seva novel·la 都市风流 traduïda a l'anglès com Rhapsody of Metropolis.(n. 1949).[45]
- 2011, La Paz: Lidia Gueiler Tejada, política boliviana, presidenta interina de Bolívia entre 1979 i 1980 (n. 1921).[46]

## Festes i commemoracions
- Onomàstica: sants Isaïes (profeta); Pacomi d'Egipte, anacoreta i abat; Ferriol d'Usès, bisbe; Gregori d'Òstia, bisbe; Vicenç de Montes, abat i bisbe d'Astorga; venerable Miguel Mañara.
- Dia d'Europa.
- Sant Gregori festa i romeria a la Torre de les Maçanes (l'Alacantí) i a Benicarló (Baix Maestrat).